# Jozef Simons (schrijver)

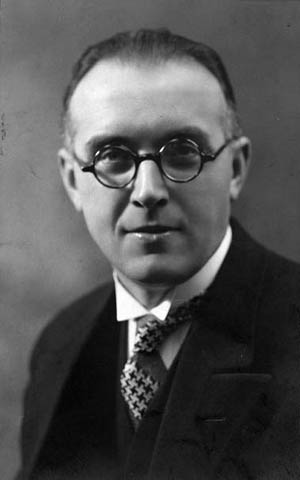
Jozef Simons

Jozef Simons (Oelegem, 21 mei 1888 – Turnhout, 20 januari 1948) was een Vlaamse schrijver en dichter.
Na het behalen van het diploma van licentiaat in de handelswetenschappen aan het Institut Supérieur de Commerce Saint-Ignace te Antwerpen werd Simons van 1909 tot 1923 huisleraar bij de adellijke familie de Bergeyck. Van 1916 tot 1919 was hij soldaat, eerst als kanonnier aan het IJzerfront, daarna als tolk bij het Britse leger. Van 1923 tot 1932 werkte hij als redacteur voor de Belgische Boerenbond te Leuven en behaalde er in 1927 tevens het diploma van licentiaat in de archeologie en kunstgeschiedenis. Van 1932 tot aan zijn dood werkte hij als uitgever bij de n.v. J. van Mierlo-Proost in Turnhout. Ook was hij leerling van pastoor en schrijver Aloïs Walgrave.
In het interbellum verwierf Simons bekendheid als auteur van reisverhalen, verhalen over de Kempen (Harslucht, 1933), novellen (De laatste fles, 1930) en romans (Dientje Goris, 1935), en als vertaler uit het Engels, Spaans, Duits en Nederduits. Hij schreef ook talrijke liedteksten, voor componisten als Armand Preud'homme. Hij was actief in het sociaal-culturele leven in de Kempen, onder andere als voorzitter van de Vereniging van Kempische Schrijvers (1937-1948).

## Eer Vlaanderen Vergaat
Het belangrijkste werk van Jozef Simons is Eer Vlaanderen vergaat (1927), een geromantiseerde geschiedenis van de Frontbeweging. In de inleiding schetst Simons de sociale en geestelijke onderworpenheid van het Vlaamse volk vóór de Eerste Wereldoorlog. De kern van het verhaal handelt over de Franstalige aristocraat jonkheer Florimond van Laar, die zich aan het IJzerfront opwerpt als verdediger van de radicale vleugel van de Vlaamsgezinde soldaten. Van Laar kan worden beschouwd als een metafoor voor Simons’ verwachting dat de Franstalige aristocratie in Vlaanderen een stap in de richting van de Vlaamse Beweging zou zetten. De eerste editie verscheen onder het pseudoniem Ivo Draulans, omdat de auteur acties van belgicisten vreesde. Het werk had een grote invloed op de Vlaamse bewustwording tijdens het interbellum en kende talrijke herdrukken, de meeste recente bij uitgeverij Pelckmans in 2014.